# Isostola
Isostola is een geslacht van vlinders van de familie spinneruilen (Erebidae), uit de onderfamilie Arctiinae.

## Soorten
- I. albiplaga Hering, 1925
- I. dilatata Hering, 1925
- I. divisa Walker, 1854
- I. flavicollaris Hering, 1925
- I. philomela Druce, 1893
- I. rhodobroncha Felder, 1874
- I. superba Druce, 1885
- I. tenebrata Hering, 1925
- I. thabena Dognin, 1919
- I. vicina Butler, 1876